# Dumbo
För andra betydelser, se Dumbo (olika betydelser).
Dumbo är en amerikansk animerad film från 1941, producerad av Walt Disney och baserad på en bok av Helen Aberson och Harold Pearl.

## Handling
På ett cirkuståg föds en liten elefant som hans mor kallar Jumbo Jr. Men på grund av elefantungens jättestora öron får han öknamnet Dumbo och blir utskrattad av alla utom sin mor, som blir inlåst för att med våld ha skyddat sin hånade son. Den lille musen Timothy gör allt för att få den nedstämde Dumbo att nå cirkusens allra högsta höjder, och mot alla odds lyckas duon. Receptet var att få Dumbo att tro på sig själv, och upptäcka sin minst sagt ovanliga talang, nämligen konsten att flyga.
För att få Dumbo att flyga lurar Timothy mus honom genom att ge Dumbo en fjäder. Denna fjäder säger Timothy är magisk; det tror Dumbo på och lär sig flyga.
Cirkusen tar hand om Dumbo efter hans mamma blivit inlåst. De använder Dumbo i sitt clownnummer. Det är i ett av dessa uppträdande som Dumbo visar upp sin förmåga för första gången. Dumbo ska hoppa från ett brinnande höghus ner på en trampolin. När Dumbo till slut hoppar så fäller han ut sina öron och flyger över den chockade publiken.

## Rollista
Så många som tre dubbningar till svenska har gjorts av Dumbo. Den först kom 1946 i översättning av Leonard Clairmont med röster av Bern Holm, Börje Lundh, Olof Ekermann, Olle Nordemar, Sven-Hugo Borg, Dietrich Grunewald, Olof Brinell, Lissa Bengtson, Victoria Rune, Greta Magnusson-Grossman, Ruth Langer. 1972 kom en andra dubbning på bio och sedan en ny omdubbning år 1996 till video.
| Figur                    | Originalröst                                           | Svensk omdubb (1972)                          | Svensk omdubb (1996)                                     |
| ------------------------ | ------------------------------------------------------ | --------------------------------------------- | -------------------------------------------------------- |
| Berättare                | John McLeish                                           | John Harryson                                 | Ingemar Carlehed                                         |
| Timothy Mus              | Edward Brophy                                          | Jan Malmsjö                                   | Anders Öjebo                                             |
| Cirkusdirektören         | Herman Bing                                            | Sigge Fürst                                   | Ingemar Carlehed                                         |
| Herr Stork               | Sterling Holloway                                      | Hans Lindgren                                 | Hasse Andersson                                          |
| Matriarken               | Verna Felton                                           | Dagmar Olsson                                 | Monica Forsberg                                          |
| Giggles                  | Dorothy Scott                                          | Meg Westergren                                | Birgitta Fernström                                       |
| Catty                    | Noreen Gamill                                          | Inger Juel                                    | Monica Forsberg                                          |
| Prissy                   | Sarah Selby                                            | Helena Reuterblad                             | Christel Körner                                          |
| Fru Jumbo                | Verna Felton                                           | Git Skiöld                                    | Monica Forsberg                                          |
| Casey Junior/Lilla Tåget | Margaret Wright                                        | Charlie Elvegård                              | Anders Öjebo                                             |
| Jim Kråka/Dandy          | Cliff Edwards                                          | Leppe Sundevall                               | Lasse Kronér                                             |
| Kråkor                   | Hall Johnson Jim Carmichael Nick Stewart James Baskett | Charlie Elvegård Gunnar Ernblad John Harryson | Göran Rudbo Ken Wennerholm Johan Pihleke Johan Hedenberg |
| Joe                      | Billy Sheets                                           | John Harryson                                 | Johan Hedenberg                                          |

## Distribution
Filmen hade amerikansk premiär 23 oktober 1941.

### Svenska premiärer
- 16 september 1946 – svensk biopremiär[4]
- 2 december 1972 – nypremiär med ny dubbning[5]
- 11 april 1981 – nypremiär (tillsammans med Nalle Puh och den stormiga dagen)[6]
- våren 1985 – hyrvideopremiär[7]
- 6 april 1990 – nypremiär på bio[8]
- hösten 1991 – köpvideopremiär[9]
- vintern 1997 – ny köpvideoutgåva med ny dubbning